# Crank
Crank è un film d'azione del 2006, scritto e diretto dal duo Mark Neveldine-Brian Taylor e interpretato da Jason Statham e Amy Smart.

## Trama
Los Angeles. Chev Chelios è un sicario che lavora per una grossa organizzazione criminale; ha come compito l'uccisione di Don Kim, il boss della triade di Chinatown, che oramai è di troppo negli affari di città. Il suo problema nasce con la mancata uccisione del boss cinese, forse per una piccola debolezza, forse perché stanco della sua vita da killer. Sicuri che abbia commesso il suo compito, alcuni componenti dell'organizzazione criminale per cui lavora irrompono in casa sua e gli iniettano un veleno cinese, chiamato il "cocktail di Pechino", che può essere rallentato solamente con dell'adrenalina.
Chev è costretto a correre e a fare uso di droghe (importante per la sua sopravvivenza è l'epinefrina necessaria se si abbassa il livello di adrenalina) per restare in vita e per vendicarsi finalmente, durante un inseguimento con la polizia, dei loschi trafficanti e dell'organizzazione criminale stessa. Alla fine riesce ad eliminare tutti i suoi nemici, però durante un combattimento a mani nude su di un elicottero, cade insieme all'ultimo rivale rimasto in vita: uccidendolo, precipita nel vuoto, schiantandosi al suolo; durante il volo ha comunque il tempo di telefonare alla sua compagna per dirle addio.

## Produzione e distribuzione
Prodotto e distribuito dalla Lakeshore Entertainment e dalla Lions Gate Entertainment è stato proiettato nei cinema USA il 1º settembre in 2.515 cinema. Per le tante scene violente e per linguaggio volgare il film ha ottenuto un'etichetta V.M.14.

## Promozione
Slogan promozionali:
- «Poison in his veins. Vengeance in his heart.»
  - «Veleno nelle sue vene. Vendetta nel suo cuore»
- «You Stop You Die»
  - «Se ti fermi sei morto.»

## Camei
Chester Bennington, il frontman dei Linkin Park, fa una piccola comparsa.

## Sequel
Nel 2009 è uscito Crank: High Voltage, con il ritorno di Mark Neveldine alla regia e Jason Statham come protagonista.